# Barbus apleurogramma
Barbus apleurogramma är en fiskart som beskrevs av Boulenger, 1911. Barbus apleurogramma ingår i släktet Barbus och familjen karpfiskar. IUCN kategoriserar arten globalt som livskraftig. Inga underarter finns listade.